# Amalgamated Sons of Rest
Amalgamted Sons of Rest var ett musikaliskt samarbete mellan de amerikanska artisterna Will Oldham och Jason Molina samt den skotske artisten Alasdair Roberts. Samarbetet resulterade i en EP, med samma namn som gruppen, vilken utgavs 2002. Ännu en låt, "Translation", spelades in, men utgavs aldrig under namnet Amalgamated Sons of Rest, utan istället under namnet Songs: Ohia på skivan My Morning Jacket/Songs: Ohia Split EP.
"I Will Be Good" var ett dolt spår och fanns således inte angivet på konvolutet. Låten börjar 15:13 in på skivan sjunde spår, efter "Jennie Blackbird's Blues".

## Låtlista
CD-versionen
1. "Maa Bonny Lad" - 2:13
2. "My Donal" - 3:19
3. "The Gypsy He-Witch" – 3:41
4. "The Last House" – 4:18
5. "Major March" – 3:33
6. "Jennie Blackbird's Blues"/"I Will Be Good" – 18:13

LP-versionen
A
1. "Maa Bonny Lad"
2. "My Donal"
3. "The Gypsy He-Witch"
4. "The Last House"
5. "Major March"
6. "Jennie Blackbird's Blues"

B
1. "I Will Be Good"

## Mottagande
Allmusics recensent Jason Nickey gav skivan betyget 2,5/5.

### Fotnoter
1. 1 2  Nickey, Jason. ”Amalgamated Sons of Rest”. Allmusic.com. http://www.allmusic.com/album/amalgamated-sons-of-rest-mw0000031213. Läst 3 januari 2013.
2. ↑  ”My Morning Jacket/Songs: Ohia Split EP”. Discogs.com. http://www.discogs.com/My-Morning-Jacket-Songs-Ohia-Split-Series-3/release/509818. Läst 3 januari 2013.
3. ↑  ”Amalgamated Sons of Rest”. Discogs.com. http://www.discogs.com/Amalgamated-Sons-Of-Rest-Amalgamated-Sons-Of-Rest/release/1277131. Läst 3 januari 2013.